# Rasborichthys helfrichii
Rasborichthys helfrichii är en fiskart som först beskrevs av Bleeker, 1857.  Rasborichthys helfrichii ingår i släktet Rasborichthys och familjen karpfiskar. Inga underarter finns listade i Catalogue of Life.